# ناحیه اوبرپولندورف
ناحیه اوبرپولندورف (به آلمانی: Oberpullendorf District) یک ناحیه در اتریش است که در بورگن‌لاند واقع شده‌است. ناحیه اوبرپولندورف ۳۷٬۵۸۷ نفر جمعیت دارد.